# Västra Götalands läns södra valkrets
Västra Götalands läns södra valkrets (tidigare Älvsborgs läns södra valkrets) är sedan 1998 namnet på en av de 29 valkretsarna för val till riksdagen och landsting. Eftersom valkretsen ungefär motsvarar Sjuhäradsbygden kallas den också för Sjuhäradskretsen. 
Valkretsen består av kommunerna Bollebygd, Borås, Herrljunga, Mark, Svenljunga, Tranemo, Ulricehamn och Vårgårda. Herrljunga och Vårgårda kommuner lades till den 1 januari 2018 då valkretsarna i Västra Götalands län ombildades. Dessa hörde tidigare till Västra Götalands läns norra valkrets.
De övriga valkretsarna i Västra Götalands län är Västra Götalands läns norra valkrets, Västra Götalands läns västra valkrets, Västra Götalands läns östra valkrets och Göteborgs kommuns valkrets.

## Mandatantal
Vid enkammarriksdagens inrättande 1970 hade valkretsen sju fasta mandat, ett antal som kvarstod till och med valet 1985. I valet 1988 sjönk antalet fasta mandat till sex, varpå det ökade till sju i valet 1991 och sänktes till sex i valet 1994. I riksdagsvalet 2006 hade valkretsen sex fasta mandat. Antalet utjämningsmandat har varierat från noll i valen 1970–1973, ett i valen 1976–1979, noll i valen 1982–1988, ett i valet 1991 och noll i valet 1994. I valet 2006 hade valkretsen ett utjämningsmandat.
| 1970                 | 1973                 | 1976                 | 1979                 | 1982                 | 1985                 | 1988                 | 1991                 | 1994                 | 1998                        | 2002                        | 2006                        | 2010                        | 2014                        | 2018                        |
| -------------------- | -------------------- | -------------------- | -------------------- | -------------------- | -------------------- | -------------------- | -------------------- | -------------------- | --------------------------- | --------------------------- | --------------------------- | --------------------------- | --------------------------- | --------------------------- |
| Älvsborgs läns södra | Älvsborgs läns södra | Älvsborgs läns södra | Älvsborgs läns södra | Älvsborgs läns södra | Älvsborgs läns södra | Älvsborgs läns södra | Älvsborgs läns södra | Älvsborgs läns södra | Västra Götalands läns södra | Västra Götalands läns södra | Västra Götalands läns södra | Västra Götalands läns södra | Västra Götalands läns södra | Västra Götalands läns södra |
| 7                    | 7                    | 7                    | 7                    | 7                    | 7                    | 6                    | 7                    | 6                    | 6                           | 6                           | 6                           | 6                           | 6                           | 7                           |

## Ledamöter i enkammarriksdagen (ej komplett lista)

### 1971–1973
- Tage Magnusson, m
- Maj Pehrsson, c
- Arne Persson, c
- Gudmund Ernulf, fp
- Rune Carlstein, s
- Gördis Hörnlund, s
- Gunnar Sträng, s

### 1974–1975/76
- Tage Magnusson, m
- Hans Nyhage, m
- Maj Pehrsson, c
- Arne Persson, c
- Rune Carlstein, s
- Gördis Hörnlund, s

### 1976/77–1978/79
- Tage Magnusson, m
- Hans Nyhage, m
- Maj Pehrsson, c
- Arne Persson, c
- Wilhelm Gustafsson, fp
- Rune Carlstein, s
- Gördis Hörnlund, s

### 1979/80–1981/82
- Hans Nyhage, m
- Maj Pehrsson, c
- Wilhelm Gustafsson, fp
- Rune Carlstein, s
- Lahja Exner, s (från 1981)

### 1982/83–1984/85
- Hans Nyhage, m
- Arne Svensson, m
- Lennart Brunander, c
- Inger Josefsson, c
- Rune Carlstein, s
- Lahja Exner, s
- Gunnar Sträng, s

### 1985/86–1987/88
- Hans Nyhage, m
- Arne Svensson, m
- Lennart Brunander, c
- Lars Sundin, fp
- Berndt Ekholm, s
- Lahja Exner, s
- Arne Kjörnsberg, s

### 1988/89–1990/91
- Hans Nyhage, m
- Lennart Brunander, c
- Lars Sundin, fp
- Berndt Ekholm, s
- Lahja Exner, s
- Arne Kjörnsberg, s

### 1991/92–1993/94
- Lars Björkman, m
- Hans Nyhage, m
- Kjell Eldensjö, kds
- Lennart Brunander, c
- Lars Sundin, fp
- Berndt Ekholm, s
- Lahja Exner, s
- Arne Kjörnsberg, s

### 1994/95–1997/98
- Lars Björkman, m
- Birgitta Wichne, m
- Lennart Brunander, c
- Berndt Ekholm, s
- Sonja Fransson, s
- Arne Kjörnsberg, s

### 1998/99–2001/02
- Kjell Eldensjö, kd[5]
- Lars Björkman, m[5]
- Berndt Ekholm, s[5]
- Sonja Fransson, s[5]
- Arne Kjörnsberg, s[5]
- Jonas Ringqvist, v[5]

### 2002/03–2005/06
- Claes Västerteg, c[6]
- Anne-Marie Ekström, fp[6]
- Else-Marie Lindgren, kd[6]
- Ulf Sjösten, m[6]
- Berndt Ekholm, s[6]
- Sonja Fransson, s[6]
  - Ann-Christin Ahlberg, s (ersättare för Sonja Fransson 2005–2006)
- Arne Kjörnsberg, s[6]

### 2006/07–2009/10
- Claes Västerteg, c[7] (ersatt av Kerstin Hermansson jan–mars 2007)
- Else-Marie Lindgren, kd[7]
- Jan Ericson, m[7]
- Ulf Sjösten, m[7] (2006–2008) 
  - Cecilie Tenfjord-Toftby, m (2008–2010)
- Ann-Christin Ahlberg, s[7]
- Phia Andersson, s[7] (ersatt av Petter Löberg feb–mars 2010)
- Hans Olsson, s[7]

### 2010/11–2013/14
- Jan Ericson, M[8]
- Ulrik Nilsson, M[8]
- Cecilie Tenfjord-Toftby, M[8]
- Ann-Christin Ahlberg, S[8]
- Phia Andersson, S[8]
- Hans Olsson, S[8]

### 2014/15–2017/18
- Jan Ericson, M[9]
- Cecilie Tenfjord-Toftby, M[9]
- Ann-Christin Ahlberg, S[9]
- Phia Andersson, S[9]
- Petter Löberg, S[9]
- Kristina Winberg, SD[9] (29/9 2014)
  - Nina Kain, SD (från 30/9 2014)

### 2018/19–2021/22
- Mikael Larsson, C[10]
- Ingemar Kihlström, KD[10]
- Jan Ericson, M[10]
- Cecilie Tenfjord-Toftby, M[10]
- Ann-Christin Ahlberg, S[10]
- Petter Löberg, S[10]
- Patrik Jönsson, SD[10]
- Caroline Nordengrip, SD[10]

### 2022/23–2025/26
- Mikael Larsson, C[11]
- Ingemar Kihlström, KD[11]
- Jan Ericson, M[11]
- Ulrik Nilsson, M[11]
- Petter Löberg, S[11]
- Jessica Rodén, S[11]
- Anders Alftberg, SD[11]
- Patrik Jönsson, SD[11]

## Andra kammaren
Älvsborgs läns södra valkrets var även en valkrets till andra kammaren under perioden 1912–1970. I första kammaren ingick området i Älvsborgs läns valkrets. Från 1867 fram till 1911, när majoritetsval rådde, var Älvsborgs län indelat i ett stort antal kretsar med ett mandat vardera. 
När andra kammaren inrättades 1866 utgjordes landsbygden av Ås och Gäsene domsagas valkrets, Vedens och Bollebygds härads valkrets, Marks härads valkrets, Kinds härads valkrets och Redvägs härads valkrets. Vid riksdagsvalet 1893 var Kind och Redväg förenade till Kinds och Redvägs domsagas valkrets, men vid valet 1896 återgick man till den tidigare uppdelningen för att sedan ånyo slå ihop valkretsarna i valet 1908. Städerna Borås och Ulricehamn ingick i Borås, Alingsås och Ulricehamns valkrets, som bestod fram till valet 1893. Vid valet 1896 bröts Borås ut till Borås valkrets medan Ulricehamn fördes till Marstrands, Kungälvs, Alingsås och Ulricehamns valkrets. Den senare valkretsen bestod till valet 1905, men i valet 1908 överfördes Ulricehamn i stället till Vänersborgs, Alingsås och Ulricehamns valkrets.
Vid införandet av proportionellt valsystem i andrakammarvalet 1911 avskaffades samtliga äldre valkretsar och Älvsborgs län indelades i Älvsborgs läns norra valkrets (med tre mandat), Älvsborgs läns mellersta valkrets (med fyra mandat) och Älvsborgs läns södra valkrets (med fem mandat). Den dåtida södra valkretsen motsvarade ungefär dagens. Gäsene härad ingick i den mellersta valkretsen, kom sedan att överföras till den södra, men området tillhör numera även det den norra kretsen. 
Vid andrakammarvalet 1921 avskaffades den mellersta valkretsen och den nuvarande uppdelningen i två valkretsar genomfördes. Antalet mandat i södra valkretsen var fem under hela perioden 1922–1970.

## Riksdagsledamöter i andra kammaren

### 1912–första riksmötet 1914
- Carl Lorentzon, lmb
- Gustaf Odqvist, lmb
- Axel Vennersten, lmb
- Edor Anderson, lib s
- Mauritz Enderstedt, lib s

### Andra riksmötet 1914
- Carl Lorentzon, lmb
- Gustaf Odqvist, lmb
- Axel Vennersten, lmb
- Edor Anderson, lib s
- Mauritz Enderstedt, lib s

### 1915–1917
- Svening Alfred Larsson, lmb
- Carl Lorentzon, lmb
- Gustaf Odqvist, lmb
- Axel Vennersten, högervilde
- Edor Anderson, lib s

### 1918–1920
- Gustaf Odqvist, lmb (1918–19/3 1919)
  - Svening Alfred Larsson, lmb (7/4 1919–1920)
- Axel Vennersten, lmb
- Arthur Ryberg, bf
- Edor Anderson, lib s
- Sven Ljungkvist, s

### 1921
- Carl Albin Björkman, lmb
- Svening Alfred Larsson, lmb
- Edvin Leffler, lmb
- Arthur Ryberg, bf
- Sven Ljungkvist, s

### 1922–1924
- Carl Albin Björkman, lmb (1/1–13/3 1922)
  - Gustaf Adolf Gustafsson, lmb (10/4 1922–1924)
- Svening Alfred Larsson, lmb
- Edvin Leffler, lmb
- Arthur Ryberg, bf
- Sven Ljungkvist, s

### 1925–1928
- Gustaf Adolf Gustafsson, lmb (1925–1926)
  - Edvin Leffler, lmb (1927–1928)
- Otto Johansson i Väby, lmb
- Birger Petersson, lmb
- Arthur Ryberg, bf
- Josef Weijne, s

### 1929–1932
- Otto Johansson i Väby, lmb (1929–21/3 1932)
  - David Larsson, lmb (20/4–31/12 1932)
- Edvin Leffler, lmb
- Birger Petersson, lmb
- Arthur Ryberg, bf
- Josef Weijne, s

### 1933–1936
- David Larsson, lmb 1933–1934, h 1935–1936
- Edvin Leffler, lmb 1933–1934, h 1935–1936
- Birger Petersson, lmb 1933–1934, h 1935–1936
- Arthur Ryberg, bf
- Josef Weijne, s

### 1937–1940
- David Larsson, h
- Birger Petersson, h (1/1–6/6 1937)
  - Edvin Leffler, h (1938–1940)
- Arthur Ryberg, bf
- John Ericsson, s
- Josef Weijne, s (1937–1939)
  - Einar Andersson, s (1940)

### 1941–1944
- Alarik Hagård, h
- David Larsson, h (1941–1943)
  - Ragnar Sveningsson, h (1944)
- Arthur Ryberg, bf
- Einar Andersson, s
- John Ericsson, s

### 1945–1948
- Alarik Hagård, h
- Ragnar Sveningsson, h
- Arthur Ryberg, bf
- Einar Andersson, s
- John Ericsson, s

### 1949–1952
- Alarik Hagård, h
- Arthur Ryberg, bf
- Axel Gustafsson, fp
- Einar Andersson, s
- John Ericsson, s

### 1953–1956
- Alarik Hagård, h (1953–12/10 1956)
  - Ragnar Sveningsson, h (18/10–31/12 1956)
- Torsten Andersson, bf
- Axel Gustafsson, fp
- Einar Andersson, s
- John Ericsson, s

### 1957–första riksmötet 1958
- Tage Magnusson, h
- Hans Nyhage, h
- Axel Gustafsson, fp
- Einar Andersson, s
- John Ericsson, s

### Andra riksmötet 1958–1960
- Tage Magnusson, h
- Henry Brandt, c
- Axel Gustafsson, fp
- Einar Andersson, s
- John Ericsson, s (1958–1959)
  - Rune Carlstein, s (1960)

### 1961–1964
- Tage Magnusson, h
- Henry Brandt, c (1961–13/6 1962)
  - Arne Persson, c (16/10 1962–1964)
- Axel Gustafsson, fp
- Rune Carlstein, s
- Gördis Hörnlund, s

### 1965–1968
- Tage Magnusson, h
- Arne Persson, c
- Axel Gustafsson, fp
- Rune Carlstein, s
- Gördis Hörnlund, s

### 1969–1970
- Tage Magnusson, m
- Arne Persson, c
- Rune Carlstein, s
- Bernt Ekvall, s
- Gördis Hörnlund, s